# Barichneumon peregrinator
Barichneumon peregrinator is een insect dat behoort tot de familie van de gewone sluipwespen (Ichneumonidae). De wetenschappelijke naam werd gepubliceerd in 1758 door Carl Linnaeus in de tiende editie van Systema naturae.